# Farol Transmontano
Farol transmontano:  periódico mensal de instrução e recreio foi o primeiro jornal a ser impresso em Bragança, com início em 1845, num total de doze números mensais, tendo terminado no verão de 1846. Prometem “empenho, dando notícia dos inventos, descobertas, e aperfeiçoamentos, que julgarmos de préstimo, nas ciências, nas artes, e na indústria: artigos sobre a historia natural e política, com particularidade dos objetos peculiares a esta província”. Relativamente à direção e colaboração, fica claro que António Ferreira de Macedo Pinto foi o seu grande dinamizador e principal redator, além de Diogo Albino de Sá Vargas (D.A.) e António José Teixeira (A.J.).